# Bahnstrecke Millbury Junction–Millbury
| Streckenlänge: | 5,1 km               |                       |                       |
| Spurweite: | 1435 mm (Normalspur) |                       |                       |
| Zweigleisigkeit: | –                    |                       |                       |
| |                      |                       |                       |
| Gesellschaft: | zuletzt Penn Central |                       |                       |
| \| \| \| von Boston \| \| \| \| 0,0 \| Millbury Junction MA \| Millbury Junction MA \| \| \| \| nach Worcester \| \| \| \| \| Straßenbahn Worcester \| \| \| \| \| Grafton Road \| \| \| \| \| Interstate 90 \| \| \| \| \| Dorothy Pond \| \| \| \| 5,1 \| Millbury MA \| Millbury MA \| |                      |                       |                       |
| Strecke |                      | von Boston            | von Boston            |
| ehemaliger Bahnhof | 0,0                  | Millbury Junction MA  | Millbury Junction MA  |
| Abzweig ehemals geradeaus und nach rechts |                      | nach Worcester        | nach Worcester        |
| Kreuzung mit U-Bahn (Strecken außer Betrieb) |                      | Straßenbahn Worcester | Straßenbahn Worcester |
| Dienststation / Betriebs- oder Güterbahnhof (Strecke außer Betrieb) |                      | Grafton Road          | Grafton Road          |
| Strecke mit Straßenbrücke (Strecke außer Betrieb) |                      | Interstate 90         | Interstate 90         |
| Brücke über Wasserlauf (Strecke außer Betrieb) |                      | Dorothy Pond          | Dorothy Pond          |
| Kopfbahnhof Streckenende (Strecke außer Betrieb) | 5,1                  | Millbury MA           | Millbury MA           |

Die Bahnstrecke Millbury Junction–Millbury (auch Millbury Branch) ist eine eingleisige, stillgelegte Eisenbahnstrecke in Massachusetts (Vereinigte Staaten). Sie ist fünf Kilometer lang und band die Stadt Millbury an die Bahnstrecke Boston–Worcester an. Sie verläuft auf ganzer Länge im Stadtgebiet von Millbury.

## Geschichte
Die Boston and Worcester Railroad eröffnete 1837 oder 1846 die Zweigstrecke von ihrer Hauptstrecke nach Millbury. 1867 fusionierte die Boston&Worcester mit anderen Gesellschaften zur Boston and Albany Railroad, die auch die Zweigstrecke nach Millbury übernahm und fortan betrieb. Mit der Übernahme der Boston&Albany 1900 durch die New York Central and Hudson River Railroad (später New York Central Railroad) änderte sich zunächst nur der Eigentümer, die Betriebsführung blieb bei der Boston&Albany.
Der Personenverkehr wurde spätestens 1941 eingestellt und 1968 erfolgte die Fusion der Boston&Albany in das Penn-Central-System. Der neue Eigentümer stellte 1976 den zuletzt noch aus einem wöchentlichen Güterzug bestehenden Verkehr auf der Strecke ein und legte sie still. Die Gleise wurden 1980 abgebaut.

## Streckenbeschreibung
Die Strecke zweigt am früheren Bahnhof Millbury Junction aus der Hauptstrecke Boston–Worcester ab und führt in südliche Richtung. In Höhe der Grafton Road befand sich eine Ladestelle. Kurz darauf unterquert die Trasse die Interstate 90 und führt in südsüdwestliche Richtung auf das Zentrum von Millbury zu. Auf einem noch heute vorhandenen Damm überquerte die Bahn eine Bucht des Dorothy Pond und endet vor der Canal Street im Stadtzentrum von Millbury. Entlang der Strecke hatte sich im Laufe der Jahrzehnte einige Industrie angesiedelt.

## Personenverkehr
1893 verkehrten neun werktägliche Zugpaare auf der Strecke, die in Millbury Junction Anschluss in Richtung Boston und teilweise Worcester hatten. 1932 wurde im Fahrplan noch ein Zug angeboten, der montags bis freitags nachmittags von Millbury Junction nach Millbury und montags bis samstags früh in der Gegenrichtung verkehrte, mit direktem Anschluss von und nach Boston. Spätestens ab 1934 wurde kein Personenverkehr auf der Strecke mehr in den Fahrplänen ausgewiesen. Nach anderen Quellen fuhren jedoch noch bis 1941 Personenzüge.